# آلفا گلوبولین

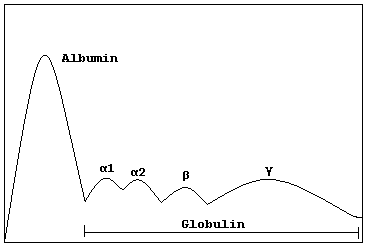
Schematic representation of a protein electrophoresis gel

آلفا گلوبولین (انگلیسی: Alpha globulin) گروهی از پروتئین‌های گلوبولین (پروتئینهای کروی شکل) هستند. آلفا گلوبولین‌ها دو گروه هستند:
1. آلفا یک گلوبولین‌ها: آلفا یک آنتی کیموتریپسین، آلفا یک آنتی‌تریپسین، ترانس کورتین
2. آلفا دو گلوبولین‌ها: سرولوپلاسمین، Retinol binding protein ، آلفا دو ماکروگلوبولین ، آنژیوتانسینوژن و هاپتوگلوبین